# Félix Ramón Melgarejo
Félix Ramón Melgarejo Ferreira (General Artigas, Paraguay, 31 de agosto de 1990) es un futbolista paraguayo, actual Volante de salida del   12 de Octubre (Itauguá)  de la División Intermedia de Paraguay.

## Clubes
| Club                    | País     | Año         |
| ----------------------- | -------- | ----------- |
| Club Lomas Valentinas   | Paraguay | 2003 - 2005 |
| Club Union Salinares    | Paraguay | 2006        |
| Club Olimpia            | Paraguay | 2006 - 2008 |
| Club Guaraní            | Paraguay | 2009        |
| Club Nacional           | Paraguay | 2010        |
| AS Gabès                | Túnez    | 2011 - 2012 |
| 12 de Octubre (Itauguá) | Paraguay | 2013        |